# Coleonema calycinum
Coleonema calycinum är en vinruteväxtart som först beskrevs av Ernst Gottlieb von Steudel, och fick sitt nu gällande namn av I. Williams. Coleonema calycinum ingår i släktet Coleonema och familjen vinruteväxter. Inga underarter finns listade i Catalogue of Life.